# Rottenführer

Rottenführer (Català: Cap d'equip) va ser un rang paramilitar del Partit nazi que es va crear l'any 1932. El rang de Rottenführer va ser utilitzat per diversos grups paramilitars nazis, entre ells la Sturmabteilung (SA), la Schutzstaffel (SS) i va ser superior al rang paramilitar de Sturmmann.

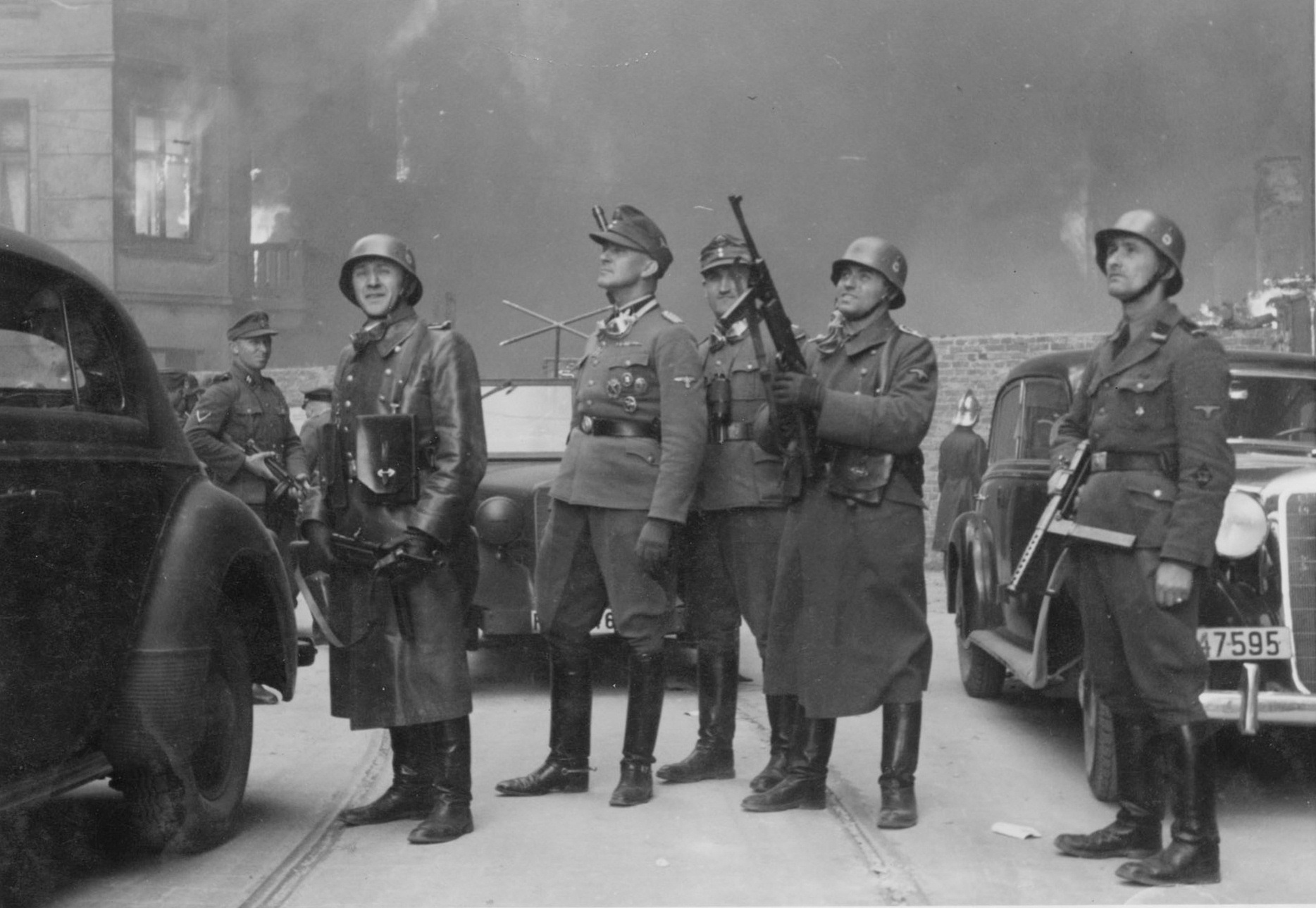
La insígnia de Rottenführer consistia en dues franges de plata, repetides, en un pegat de coll nu. El camp gris uniformes de les SS, els galons de la màniga un Obergefreiter van ser també usats.
Aixecament del Gueto de Varsòvia 1943. El SS Rottenführer de la dreta és Josef Blösche.

Rottenführer es va establir per primera vegada el 1932 com un rang SA a causa d'una expansió de l'organització que requerien més allistats posicionats. Des de principis de files de les SS eren idèntiques a les files de les SA, llavors Rottenführer es va convertir també en un rang de les SS.
Rottenführer va ser la primera de les posicions SS i SA que tenia control sobre altres paramilitars. En general no més de cinc i fins a set persones. Un Rottenführer, al seu torn, respon a un líder d'esquadró conegut com a Scharführer.
Dins de les Waffen-SS, Rottenführer es va considerar equivalent a un Obergefreiter en la Wehrmacht alemanya.
Els aspirants de promoció per ascendir a Rottenführer estaven obligats a passar una avaluació promocional i avaluació d'habilitats de combat, durant el qual el Rottenführer era conegut pel títol Unterführer-Anwärter (Català: Cap de candidats Júnior).
Rottenführer era també un rang de les Joventuts Hitlerianes quan es va considerar la posició d'un títol de líder de l'esquadró de joves. Un rang de Oberrottenführer també existia en les Joventuts Hitlerianes.